# Xysticus logunovi
Xysticus logunovi är en spindelart som beskrevs av Seyfulina och Mikhailov 2004. Xysticus logunovi ingår i släktet Xysticus och familjen krabbspindlar. Inga underarter finns listade i Catalogue of Life.